# Bregmatothrips gracilis
Bregmatothrips gracilis är en insektsart som beskrevs av Ian A. Hood och Williams 1915. Bregmatothrips gracilis ingår i släktet Bregmatothrips och familjen smaltripsar. Inga underarter finns listade i Catalogue of Life.